# 六合村 (静岡県駿東郡)
六合村（ろくごうむら）は、静岡県駿東郡にあった村である。

## 沿革
- 1889年4月1日 - 町村制施行に伴い駿東郡小山村［大部分］、藤曲村、生土村、中島村、柳島村、湯船村、菅沼村［一部］が合併し六合村が成立。
- 1912年8月1日 - 駿東郡菅沼村と合併し、小山町となる。

## 交通

### 鉄道
- 官設鉄道
  - 東海道本線(現・御殿場線)
    - 小山駅

### 道路
現在は旧村域を国道246号、東名高速道路が通過するが、合併当時は未開業。

## 教育機関
成美尋常高等小学校(現・小山町立成美小学校)